# بيومى قنديل
بيومي قنديل هو لغوي ومفكر وكاتب مصري ألف عدد كبير من الكتب في الثقافة المصرية واللهجة المصرية، التي يشير إليها في كتاباته ب«اللغة المصرية الحديثة».
ولد بيومى قنديل في 31 يوليو 1942 في محافظة المنوفية، وأنهى تعليمه الثانوي ثم أنتقل للقاهرة ودرس في بكلية الآداب جامعة القاهرة.ويجيد قنديل عدة لغات وهي الإنجليزية والفرنسية والإسبانية واللغة اليونانية القديمة واللغة اللاتينية، وأكمل تعليمه للغة القبطية في كلية الدراسات القبطية بالعباسية.
عمل قنديل مترجماً في قسم الترجمة الدولية بمؤسسة أخبار اليوم وكان له عمود نصف شهري بجريدة الأخبار في صفحة السياسة الدولية، وله العديد من المقالات بالصحف والمجلات منها روزاليوسف وصباح الخير والقاهرة.

## الهوية المصرية
ويعتبر كتاب حاضر الثقافة في مصر أهم كتب قنديل والذي بذل فيه مجهوداً كبيراً أشاد به معارضوه قبل مؤيديه وقدم فيه دفاع علمي عن الهوية المصرية المسلوبة التي تواجه خطرين أساسيين هما خطر الذوبان في الخارج وخطر التفتيت من الداخل وركز على موضوعين أساسيين هما القومية المصرية في مواجهة الثقافة العربية السامية وهو إعادة اكتشافه للغة المصرية الحديثة.
وقد أشار في كتابه (حاضر الثقافة في مصر) إلى أن المصريين قد حاولوا تغيير هويتهم الوطنية واللغة فضلا عن الوطنية والدين عندما اعتنقت المسيحية في القرن الأول الميلادي والتغيير مرة أخرى بعد الفتح الإسلامي لمصر في عام 641 م. وهو يرى أن المصريين تمصروا بكل من المسيحية والإسلام، ويقول بأن الروح المصرية الحقيقية على قيد الحياة في الثقافة الشفوية من الأميين المصريين الذين تحمي الأمية هويتهم الوطنية من الفناء.

## مؤلفاته
لبيومي قنديل عدد من المؤلفات تختلف عن مجال حاضر الثقافة في مصر مثل كتاب دفاعاً عن تراثنا القبطي، كما نشر دراسات كلها حول اللغة المصرية والتراث القبطي وألقى محاضرات في باريس ولندن وبرمنجهام ومعرض القاهرة الدولي للكتاب وترجم من الإنجليزية كتبًا عديدة.

دراسات
1. حاضر الثقافة فى مصر: فى ضوء علمى اللغويات و المصريات، الإسكندرية: دار الوفاء لدنيا الطباعة والنشر والتوزيع، 1999، صدرت منه أربع طبعات، كانت آخرها عام 2008.
2. الترجمة فن، [القاهرة]: دار نشر خاصة، 2001.
3. دفاعًا عن تراثنا القبطي، القاهرة: دار ميريت، 2007.

شعر
1. كل شئ كان: ديوان شعر (كتب عليه انه من تأليف ابن عروس).

روايات
1. عصافير الصدف (رواية).

قصص قصيرة
1. ضم القمح ليلاً: مجموعة قصص قصيرة، القاهرة: الهيئة العامة للكتاب، 1988.
2. أمونة تخاوى الجان: مجموعة قصص قصيرة،الإسكندرية: دار الوفاء لدنيا الطباعة والنشر والتوزيع، 2000.

مسرحيات
1. عصفور الجنة، مسرحية للأطفال، عُرِضت على خشبة المسرح القومى للأطفال.
2. العيد الكبير (مسرحيه من وحي أسطورة إيزيس وأوزيريس).

ترجمات
1. إدريس شاه، الصوفيون، ترجمة: بيومي قنديل، تقديم: هالة فؤاد، الطبعة الثانية، القاهرة: المركز القومي للترجمة، 2015.
2. دونالد ريدفورد، مصر وإسرائيل وكنعان في العصور القديمة، القاهرة: المركز القومي للترجمة، 2015.
3. دونالد ريدفورد، أخناتون ذلك الفرعون المارق، الإسكندرية: دار الوفاء دار الوفاء لدنيا الطباعة والنشر والتوزيع، 1990.
4. ليبهارت، توماس. فن المايم والبانتومايم، ترجمه: بيومي قنديل،القاهرة: الهيئة المصرية العامة للكتاب، 2005.

## وفاته
توفي قنديل في 8 أكتوبر عام 2009م عن عمر 67 عاماً، بعد مسيرة فكرية قدم خلالها العديد من الدراسات والكتب والأبحاث ذات الصلة بالثقافة المصري.